# Chu Duy Kính
Chu Duy Kính (sinh năm 1930) (bí danh Chu Hải, Lăng, Hòa, Lê Văn Mai) là một tướng lĩnh trong Quân đội nhân dân Việt Nam, hàm Trung tướng, nguyên Đại biểu Quốc hội khóa VIII, nguyên Tư lệnh Quân khu Thủ đô, Phó Tư lệnh Chính trị kiêm Chủ nhiệm Chính trị Quân chủng Không quân, Phó Tư lệnh Chính trị Quân chủng Phòng không Không quân

## Thân thế và sự nghiệp
Ông sinh ngày 6 tháng 10 năm 1930, quê tại xã Tân Hồng, huyện Tiên Sơn, tỉnh Bắc Ninh (nay là phường Tân Hồng, thành phố Từ Sơn, tỉnh Bắc Ninh).
Ông tham gia Cách mạng tháng 6 năm 1944, hoạt động Việt Minh tại quê nhà.
Tháng 6 năm 1945, nhập ngũ là Chiến sĩ Trinh sát và liên lạc của Việt Nam Cứu quốc quân tại Chiến khu Yên Thế, tham gia khởi nghĩa vũ trang ở tỉnh Bắc Giang. 
Tháng 5 năm 1946, ông là chiến sĩ Đại đoàn tiếp phòng quân tại Hà Nội
Tháng 4 năm 1948, đi học văn hóa tại Trường Nguyễn Huệ
Tháng 5 năm 1949, Tổ trưởng Vũ trang Tuyên truyền bí mật nội thành Hà Nội
Tháng 6 năm 1949, bị Pháp bắt sau đó vượt ngục
Tháng 2 năm 1950, trở lại nội thành Hà Nội làm nhiệm vụ tình báo, tham gia vào các trận đánh quan trọng như: Trận đánh sân bay Bạch Mai phá hủy 25 máy bay và trận đánh chìm chiến hạm của Hải quân Pháp trên vùng biển Sầm Sơn
Tháng 10 năm 1950, được cử đi học tại Trường Sĩ quan Lục quân Nguyễn Huệ
Tháng 4 năm 1951, Trung đội trưởng xung kích thuộc Đại đội 79 Tiểu đoàn 337 Trung đoàn 52 Đại đoàn 320 (Đồng Bằng)
Năm 1952, đi học lái máy bay tiêm kích, sau chuyển sang học pháo cao xạ 37 mm tại Thẩm Dương (Trung Quốc), tốt nghiệp ông là Đại đội phó, Chính trị viên Đại đội 832 Tiểu đoàn Pháo cao xạ 396 thuộc Đại đoàn 367 Tham gia Chiến dịch Điện Biên Phủ
Tháng 10 năm 1954, Chính trị viên phó Tiểu đoàn 396, tham gia tiếp quản Thủ đô trong đội hình Đại đoàn 308 (Quân tiên phong). 
Tháng 7 năm 1957, ông là Chính trị viên Tiểu đoàn 14 Pháo Phòng không trực thuộc Sư đoàn 325 (Trị Thiên Huế)
Tháng 6 năm 1958, Chính trị viên Tiểu đoàn 436 Trung đoàn 101 (Trần Cao Vân) Sư đoàn 325 rồi Chủ nhiệm Chính trị Trung đoàn 78 Sư đoàn 325
Tháng 8 năm 1959, Chủ nhiệm Chính trị Trung đoàn 228 Bộ Tư lệnh Phòng không
Tháng 12 năm 1961, Chủ nhiệm Chính trị Trường Không quân 910 Cục Không quân
Tháng 6 năm 1962, đi học bổ túc tại Trường Trung cao Chính trị
Năm 1963, học tại Trường Chính trị Trung cao cấp của Quân đội.
Tháng 2 năm 1964, ông là Phó Chính ủy Trung đoàn Không quân 921 trực thuộc Bộ Tư lệnh Không quân
Tháng 6 năm 1966, Chính ủy Trung đoàn 921 Bộ Tư lệnh Không quân
Tháng 10 năm 1969, Phó Chủ nhiệm Chính trị Bộ Tư lệnh Không quân
Tháng 6 năm 1970, Chủ nhiệm Chính trị, Phó Chính ủy Bộ Tư lệnh Không quân, Quân chủng Phòng không Không quân
Tháng 6 năm 1974, Chính ủy Bộ Tư lệnh Không quân Quân chủng Phòng không Không quân
Tháng 6 năm 1976, ông là Phó Chủ nhiệm Chính trị Quân chủng Phòng không Không quân
Tháng 6 năm 1977, Phó Chính ủy Quân chủng Không quân
Tháng 8 năm 1980, Phó Tư lệnh Chính trị Quân chủng Không quân
Tháng 10 năm 1985, Phó Tư lệnh Chính trị kiêm Chủ nhiệm Chính trị Quân chủng Không quân
Năm 1986, Phó Tư lệnh Chính trị Quân khu Thủ đô
Tháng 9 năm 1989, Tư lệnh Quân khu Thủ đô
- Đại biểu Quốc hội khóa VIII
- Ngày 1 tháng 1 năm 1997, ông nghỉ hưu.

## Lịch sử thụ phong quân hàm
| Quân hàm | Tập tin:Vietnam People's Army Major General.jpg | Tập tin:Vietnam People's Army Lieutenant General.jpg |  |  |  |  |  |  |  |  |
| Cấp bậc  | Thiếu tướng                                     | Trung tướng                                          |  |  |  |  |  |  |  |  |
|          |                                                 |                                                      |  |  |  |  |  |  |  |  |

## Khen thưởng
• Huân chương Độc lập hạng Nhất
• Huân chương Quân công (hạng Nhất, Ba)
• Huân chương Chiến công hạng Nhất
• Huân chương Chiến thắng chống Pháp hạng Ba
• Huân chương Kháng chiến chống Mỹ hạng Nhất
• Huân chương Chiến sĩ vẻ vang (hạng Nhất, Nhì, Ba)
• Huy chương Quân kỳ quyết thắng
• Huy chương Bảo vệ An ninh Tổ quốc
• Huy hiệu 40 và 50 năm tuổi Đảng.